# Cavognatha pullivora
Cavognatha pullivora is een keversoort uit de familie Cavognathidae. De wetenschappelijke naam van de soort is voor het eerst geldig gepubliceerd in 1965 door Crowson.